# Lista över länsvägar i Kronobergs län
Detta är en lista över länsvägar i Kronobergs län. 
Numren på de övriga länsvägarna (500 och uppåt) är unika per län, vilket innebär att vägar i olika län kan ha samma nummer. För att hålla isär dem sätts länsbokstaven framför numret.
Rv är för riksvägar. Länsvägar inom länet, även primära, redovisas här utan G. 5000, 5008, 5300 och 5302 är leder genom tätorter (Växjö och Ljungby).

## Primära länsvägar 100–499
| Väg    | Sträckning |
| ------ | --- |
| 116    | (Kyrkhult-) Blekinge läns gräns väster Fridafors - Fridafors (645, 126). Genomfart Fridafors: Kyrkhultsvägen |
| 117    | (Vittsjö-) Skåne läns gräns vid Högholma-Markaryd (tpl Markaryd S) (E4) |
| 119    | (Lönsboda-) Blekinge läns gräns vid Stensjönäs - Ryd (126). Genomfart Ryd: Värendsgatan |
| 120    | Tpl Strömsnäs/Traryd (E4, 506)-Traryd (120.01, 521)- Agghult (580)-Delary (578)- Älmhult (600)- Äskya (23) Möllekulla (637)-Ållnebro (636, 656)- Bråthult (658) Fanaholm (638, 657)-Häradsbäck (640, 661)-Ålshult (126)-Norraryd (126)-Urshult (660, 650, 681, 652)-Tingsryd (651, 30, 797) [Gemensam sträckning med väg 30 Tingsryd-Kungsstenarna]- Kungsstenarna (30)-Konga (783)-S. Sandsjö- Rävemåla (122)-Kalmar läns gränser vid sjön Flaken (-Emmaboda). Genomfart Traryd: Skansvägen-Älmhultsvägen. Genomfart Älmhult: Hallandsvägen -Danska vägen. Genomfart Urshult: Södra vägen |
| 120.01 | Traryd (120, 521, 519)-Hjulsnäs (588)-tpl Hjulsnäs (E4). Genomfart Älmeboda: Värendsvägen. Genomfart Linneryd: Växjövägen |
| 122    | (Eringsboda-) Blekinge läns gräns vid Gränsen- Yxnanäs (790)-Rävemåla (120)-Älmeboda (813, 815) Linneryd (831)-Ingelstad (30) |
| 124    | Garanshult (23)-Liatorp (600)-Tjurkö-Myrarås (598, 599)-Grimmarp (602)-Össjö (592, 601)- Ljungby (25.05) (Vägvisas gemensamt med väg 23 Garanshult – Älmhult). Genomfart Liatorp: Virdavägen. Genomfart Ljungby: Vadgatan-Gängesvägen |
| 125    | (Gemensam sträckning med väg 23 och väg 138 Kalmar läns gräns vid Dalen-Massamåla) Massamåla (138)-Jönköpings läns gräns vid Hultanäs (-Vetlanda) |
| 126    | (Karlshamn-) Blekinge läns gräns vid Fridafors- Fridafors (116)-Ryd (119)-Norraryd (120) (gemensam sträckning med väg 120 Norraryd-Ålshult)- Ålshult (120)-Gottåsa (23)-Vislanda-Alvesta-tpl Hjärtenholm (25)-Moheda-Bredhult (30). Genomfart Fridafors: Åvägen-Rydvägen. Genomfart Ryd: Fridaforsvägen-Värendsgatan-Storgatan. Genomfart Alvesta: Blädingevägen-Allbogatan |

## 500–599
- Länsväg G 500: (Skånes-Fagerhult M 1842 –) Skåne läns gräns vid Grettatorp – Brånhult (E4)
- Länsväg G 501: Brånhult (E4) – Ulvaryd (117)
- Länsväg G 502: (Skånes-Fagerhult M 1840 –) Skåne läns gräns vid Yxenhult – Brånhult (E4)
- Länsväg G 506: Skafta (E4, 120) – Björkeberg (521) – Gunghult (514) – Hinneryd (532, 525, 522, 527)
- Länsväg G 508: Bruksvägen i Timsfors (520 – 520)
- Länsväg G 509: Holma (510) – Åmot (15)
- Länsväg G 510: (Hishult N 530 –) Hallands läns gräns vid Björnhult – Holma (509) – Koddeböke (15)
- Länsväg G 511: Markaryds kyrka (15) – Råstorp (512)
- Länsväg G 512: Koddeböke (15) – Råstorp (511) – Bösalt (513) – Vivljunga (522)
- Länsväg G 513: (Knäred –) Hallands läns gräns vid Sjöared – Bösalt (512) – Tunaberg (514)
- Länsväg G 514: Markaryd (15) – till bro över Lagan öster om Ulfsbäck – Tunaberg (513) – Tannsjö (516) – Gunghult (506)
- Länsväg G 516: Tannsjö (514) – Strömsnäsbruk (517)
- Länsväg G 517: Strömsnäsbruk (520, 516) – Skafta (120). Genomfart Strömsnäsbruk: Hinnerydsvägen
- Länsväg G 519: Kyrkvägen i Traryd (521 – 120.01)
- Länsväg G 520: Markaryd (trafikplats Markaryd S, 117) – Timsfors (508, 508) – Axhult – Strömsnäsbruk (517, 577) – Traryd (120). Genomfart Markaryd: Drottninggatan. Strömsnäsbruk: Lagastigsgatan. Traryd: Strömsnäsvägen
- Länsväg G 520.01: förbindelseväg vid Axhult (E4)
- Länsväg G 521: Björkeberg (506) – Traryd (534, 519, 120, 120.01). Genomfart Traryd: Hallandsvägen
- Länsväg G 522: (Knäred N 537 –) Hallands läns gräns nordost om Trälshult – Vivljunga (512) – Hinneryd (527, 506)
- Länsväg G 523: (Veinge N 554 –) Hallands läns gräns nordost om Porsabygget – Tingsberga (533) – nordost om Tingsberga (524) – Vrå (25)
- Länsväg G 524: nordost om Tingsberga (523) – Gashult – anslutning med enskilda vägen G 501 U 1 km öster om Gashult – Ränte (527)
- Länsväg G 525: Hinneryd (506) – Bölminge (534) – Extorp (526) – Nöttja (531, 530) – Bäckaryd (582)
- Länsväg G 526: Rya (527) – Balkö (534) – Extorp (525)
- Länsväg G 527: Hinneryd (522, 506) – Ränte (524) – Rya (526) – Torpa (528) – Boasjön (Rv25)
- Länsväg G 528: Torpa (527) – Skäckarp – Skeen (Rv25)
- Länsväg G 529: Bolmaryd (Rv25) – Kånna (582)
- Länsväg G 530: Nöttja (525) – trafikplats Hamneda (E4) – Hamneda (582)
- Länsväg G 531: Nöttja (525) – Jungfrugård (Rv25)
- Länsväg G 532: Hinneryd (506) – Hamra – Hökhult (534)
- Länsväg G 533: Tingsberga (523) – Hyhult – Glamshult (Rv25)
- Länsväg G 534: Traryd (521) – Kärringelida – Hökhult (532) – Bölminge (525) – Balkö (526)
- Länsväg G 536: Glamshult (Rv25) – Singeshult – Lidhult (538, 537, 545). Genomfart Lidhult: Singeshultsvägen
- Länsväg G 537: Lidhult (545, 536) – Öxnalt (539) – Hallands läns gräns vid Yasjön (– S Unnaryd N 876). Genomfart Lidhult: Singeshultsvägen – Unnarydsvägen
- Länsväg G 538: (Bredared N 655 –) Hallands läns gräns vid Äskilt – Bassarås – Bökö (540) – Lidhult (536)
- Länsväg G 539: Öxnalt (537) – Hallands läns gräns vid Yaböke (– Femsjö N 687)
- Länsväg G 540: Bökö (538) – Hallands läns gräns vid Sännö (– Femsjö N 651)
- Länsväg G 542: Vrå (Rv25) – Singsö (549) – Lidhult (545). Genomfart Lidhult: Vråvägen
- Länsväg G 543: Grimshult (545) – Byholma (545)
- Länsväg G 544: Loshult (546) – V Vret (546)
- Länsväg G 545: Boasjön (Rv25) – Grimshult (543) – Byholma (543) – Åsen (546, 549) – Lidhult (542, 536, 537). Genomfart Lidhult: Järnvägsgatan
- Länsväg G 546: Åsen (545) – Loshult (544) – Odensjö – V Vret (544) – Hallands läns gräns vid Önnekvarn (– S Unnaryd N 877)
- Länsväg G 547: Angelstad (553, 561) – Bolmstad (555)
- Länsväg G 547.01: till Bolmstads hamn
- Länsväg G 548: Annerstad (Rv25) – Annerstads kyrka – Norretstorp (553)
- Länsväg G 548.01: grenväg mot Vrå (Rv25)
- Länsväg G 549: Singsö (542) – Åsen (545)
- Länsväg G 550: Värset (553) – Bolmen
- Länsväg G 551: Romborna (Rv25) – Kärringe (552)
- Länsväg G 552: Stavsjö (553) – Kärringe (551) – Brånamosse (Rv25)
- Länsväg G 553: Skeen (Rv25) – Norretstorp (548) – Värset (550) – Angelstad (547) – Stavsjö (552, 561) – Hovdinge (555)
- Länsväg G 553.01: Sken (553) – till bro över Torpaån – Sken (Rv25)
- Länsväg G 554: Åbjörnabo (569) – Flahult (566)
- Länsväg G 555: (F 518 –) Jönköpings läns gräns vid Bolmsö färjeled över Bolmen – Bolmsö kyrkby – Bolmstad (560) – Tannåker (567) – Skogen (557) – Bolmstad (547) – Värmsjö (556) Hovdinge (553) – Ljungby (Rv25.05, 5300). Genomfart Ljungby: Bolmstadsvägen – Stationsgatan. Färja: Sunnaryd – Bolmsö över sjön Bolmen
- Länsväg G 556: Värmsjö (555) – Guddarp (557)
- Länsväg G 557: Skogen (555) – Guddarp (569, 570, 556) – Tryggarp (558) – trafikplats Lagan (E4) – Lagan (568, 559, 618) – trafikplats Hallsjö (E4) – Dörarp (564) – Toftanäs (563). Genomfart Lagan: Värnamovägen
- Länsväg G 558: Tryggarp (557) – Hörset (570) – Feringe – Vittaryd (559). Genomfart Vittaryd: Feringevägen
- Länsväg G 559: Lagan (557) – Vittaryd (562, 558, 564) – Vittaryds kyrka (565) – Erikstad – Jönköpings läns gräns vid L Ryd (– Dannäs F 557). Genomfart Vittaryd: Rosendalsvägen
- Länsväg G 560: Bakarebo – Bolmstad (555) på Bolmsö
- Länsväg G 561: Angelstad (547) – Stavsjö (553)
- Länsväg G 562: Göthbergsvägen i Vittaryd (559 – 564)
- Länsväg G 563: (F 606 –) Jönköpings läns gräns vid Toftanäs – trafikplats Toftaholm (557, E4)
- Länsväg G 564: Vittaryd (559, 562) – Dörarp (557). Genomfart Vittaryd: Värnamovägen
- Länsväg G 565: Jonsboda (567) – Gylteboda (566) – Sjöbygget (569) – Vittaryds kyrka (559)
- Länsväg G 566: Tannåker (567) – Flahult (554) – Gylteboda (565)
- Länsväg G 567: Tannåker (555, 566) – Jonsboda (565) – Jönköpings läns gräns vid Torpet (– Dannäs F 519)
- Länsväg G 568: Myrebo (Rv25, Rv25.05) – Lagan (Åbyforsvägen) – Lagan (614, 557)
- Länsväg G 569: Guddarp (557) – Åbjörnabo (554) – Sjöbygget (565)
- Länsväg G 570: Guddarp (557) – Hörset (558)
- Länsväg G 571: Kronberga Utj (15) – Sjuhult (573) – Ö Vägla (579) – Hallaryd (574) – Hallaryds kyrka (578) – Hallaryds bro (575) – Örsnäs (576) – Torsholma (581) Skåne läns gräns vid Gnubbefälle (– Killeberg M 1955). Genomfart Markaryd: Smedjegatan
- Länsväg G 572: (Boalt M 1949 –) Skåne läns gräns vid Bröna sjö – Göshult – Fjärholma (15)
- Länsväg G 574: (Visseltofta M 1951 –) Skåne läns gräns vid Brötan – Hallaryd (571)
- Länsväg G 575: (Osby M 1953 –) Skåne läns gräns vid Bejstorp – Hallaryds bro (15)
- Länsväg G 576: (Osby Rv15) Skåne läns gräns vid Björkerås – Örsnäs (571)
- Länsväg G 577: Strömsnäsbruk (520) – Eneborg (580) – Rishult (579) – Kimmelsbygd (578). Genomfart Strömsnäsbruk: Rishultsvägen
- Länsväg G 578: Hallaryds kyrka (571) – Kimmelsbygd (577) – Delary (120)
- Länsväg G 579: Ö Vägla (571) – Rishult (577)
- Länsväg G 580: Eneborg (577) – Agghult (120)
- Länsväg G 581: Torsholma (571) – Delary (120)
- Länsväg G 581.01: grenväg mot Älmhult (120)
- Länsväg G 582: trafikplats Hornsborg (120.01) – Hornsborg (586) – Hamneda (530, 595) – Bäckaryd (525, 596) – Kånna (529, 597) – Granet (Rv25.05)
- Länsväg G 586: Göteryd (120) – Askenäs (590) – Hyltåkra – Hornsborg (582)
- Länsväg G 589: Ryfors (120) – Abborraslätt (590) – Jonsboda (591) – Pjätteryd (594)
- Länsväg G 590: Askenäs (586) – Fagerhult – Abborraslätt (589)
- Länsväg G 591: Jonsboda (589) – Svinaberga (592)
- Länsväg G 592: Älmhult (120, rondellen) – Svinaberga (591) – Pjätteryd (594, 598) – Ivla (595) – Hovagården (597) – Nydala (596) – Össjö (124). Genomfart Älmhult: Bäckgatan – Kyrkogatan – Ljungbyvägen
- Länsväg G 594: Hamneda (595) – Hå – Pjätteryd (589, 592)
- Länsväg G 595: Hamneda (582) – Hamneda (594) – 1320 meter väster om anslutningen till väg 592 vid Ivla – Ivla (592)
- Länsväg G 596: Bäckaryd (582) – Bäck – Runkarp (597) – Nydala (592)
- Länsväg G 597: Hovagården (592) – Runkarp (596) – Kånna (anslutning enskilda vägen G 574 U mot Kvänjarp) – Kånna (582). Genomfart Kånna: Lunnarpsvägen
- Länsväg G 598: Pjätteryd (592) – Byvärma – Myrarås (599, 124)
- Länsväg G 599: Myrarås (598, 124) – Agunnaryd (604) – Stensjöholm (602) – L Boaryd (610)

## 600–699
- Länsväg G 600: Älmhult (Rv23, 120, 120) – Sällhult (644) – L Stenbrohult (anslutning av enskilda vägen G 1276 U mot Stockanäs) – Liatorp (124) – Mölleryd (Rv23). Genomfart Älmhult: Skånevägen – S Esplanaden – N Esplanaden – Skolgatan – Växjövägen. Diö: Växjövägen
- Länsväg G 601: Össjö (124) – Stenavad (610)
- Länsväg G 602: Grimmarp (124) – Stensjöholm (599)
- Länsväg G 603: Torsås by (666) – Hunna (677)
- Länsväg G 604: Agunnaryd (599) – Trekanten (606) – Bjällebergs kvarn (605) – Brohult (607) – Vislanda kyrka – Vislanda (610). Genomfart Vislanda: Sockenvägen – Kyrkogatan
- Länsväg G 604.01: grenväg mot Ljungby (610)
- Länsväg G 605: Eneryda (Rv23, 607) – Bjällebergs kvarn (604). Genomfart Eneryda: Virestadsvägen
- Länsväg G 606: Trekanten (604) – Hokadal (610)
- Länsväg G 607: Eneryda (605) – Haramon – Brohult (604). Genomfart Eneryda: Gummegatan
- Länsväg G 610: Genom Ljungby (Rv25.05, 5300, 5302) – Vislanda (633, 604.01, 604, 126). Genomfart Ljungby: Drottninggatan – Storgatan – Elverksbron – Vislandavägen. Vislanda: Storgatan – Fabriksgatan
- Länsväg G 611: Vislanda (126) – Ströby (619, Rv23)
- Länsväg G 612: L Boaryd (610) – Ryssby kyrka (627) – Ryssby (Rv25). Genomfart Ryssby: Tunagatan – Kyrkogatan
- Länsväg G 613: Österbygatan i Ryssby (627 – Rv25). Genomfart Ryssby: Österbygatan
- Länsväg G 614: Lagan (568) – Åby (616). Genomfart Lagan: Åbyforsvägen
- Länsväg G 615: Ljungby (5307) – Sickinge (Rv25). Genomfart Ljungby: Sickingevägen
- Länsväg G 616: Sickinge (Rv25) – Åby (614, 618)
- Länsväg G 617: Stenavad (610) – Tutaryd (Rv25)
- Länsväg G 618: Tutaryd (Rv25, 623) – Torlarp – Åby (616) – Åby kraftstation (621) – Lagan (622, 557)
- Länsväg G 619: Ströby (611) – Blädinge kyrka (631) – Fridhem (635) – Benestad (635) – Alvesta (126)
- Länsväg G 621: Åby kraftstation (618) – Hulje (622)
- Länsväg G 622: Lagan (618) – Hulje (621) – Hörda (625) – N Borsna (623) – Jönköpings läns gräns vid Fylleskog (– Rydaholm F 691)
- Länsväg G 623: Tutaryd (618) – S Borsna (625) – N Borsna (622)
- Länsväg G 624: Hokadal (610) – Målaskog – Tesås (629) – Jönköpings läns gräns vid Malaberg (Rydaholm F 692)
- Länsväg G 625: Ryssby (Rv25) – S Borsna (623) – Hörda (622) – Bökeliden – Jönköpings läns gräns vid Yxkullsund (– Horda F 693)
- Länsväg G 626: Ryssby (Rv25) – Assareköp – Jönköpings läns gräns vid Hyalt (– Rydaholm F 690)
- Länsväg G 627: Sunnerå (610) – Ryssby (629, 613, 612, Rv25). Genomfart Ryssby: Kungsvägen – Ljungbyvägen
- Länsväg G 628: Horjemo (671) – Torsås by (666)
- Länsväg G 629: Ryssby (627) – Tesås (624). Genomfart Ryssby: Målaskogsvägen
- Länsväg G 631: Hjälmaryd (126) – Blädinge kyrka (619)
- Länsväg G 632: Ugnabygd (610) – Blädingeås (633) – Hjälmaryd (126)
- Länsväg G 633: Vislanda (610) – S Vare – Blädingeås (632) – Rönningeryd (721) – Sjöatorp (Rv25)
- Länsväg G 635: Fridhem (619) – Benestad (619)
- Länsväg G 636: Slätthult (Rv23) – Fälhult – Kåraböke (637) – Ållnebro (120)
- Länsväg G 637: Möllekulla (120) – Kåraböke (636)
- Länsväg G 638: (Hökön M 2136 –) Skåne läns gräns vid Björstorp – Fanaholm (120)
- Länsväg G 639: (Lönsboda M 2138 –) Skåne läns gräns vid Gemön – Sänneshult – Barkhult (120)
- Länsväg G 640: (Lönsboda M 2139 –) Skåne läns gräns vid Trulsatorp – Häradsbäck (120)
- Länsväg G 641: Siggaboda (119) – Häradsmåla (120)
- Länsväg G 642: Ryd (119) – Amundshylte (120). Genomfart Ryd: Ramsnäsvägen
- Länsväg G 643: Ulvö (670) – Hulevik (671)
- Länsväg G 644: förbindelseväg Sällhult (600) – Brännhult (Rv23)
- Länsväg G 645: (Farabol K 598 –) Blekinge läns gräns vid Hjortalid – Fridafors (116). Genomfart Fridafors: Farabolsvägen
- Länsväg G 647: Fridafors (126) – infarten till Fridafors bruk (120 m) – Björkebråten (648). Genomfart Fridafors: Karsahultsvägen
- Länsväg G 648: (Ringamåla K 575 –) Blekinge läns gräns vid Smedtorpet – Kompersmåla (649) – Björkebråten (647) – Ryd (126). Genomfart Ryd: Storgatan
- Länsväg G 649: Kompersmåla (648) – Midingsbråte (650) – Gäddeviksås (651) – Loberget (655)
- Länsväg G 650: Midingsbråte (649) – Bäckaskog – Urshult (120)
- Länsväg G 651: Gäddeviksås (649) – Yttre Källehult (690) – Bergåkra (652) – Göljahult (653) – Mårdslycke (120)
- Länsväg G 652: Bergåkra (651) – Hätteboda – Urshult (120). Genomfart Urshult: Hunnamålavägen
- Länsväg G 653: Göljahult (651) – Stenfors – Djuramåla (Rv29)
- Länsväg G 654: (Farabol K 595 –) Blekinge läns gräns vid Hästskobäck – Siggaboda (119)
- Länsväg G 655: (Loberget K 629 –) Blekinge läns gräns vid Loberget (649) – Grönadal (690, Rv29)
- Länsväg G 656: Ållnebro (120) – Holkya – Ljungstorp (Rv23)
- Länsväg G 657: Fanaholm (120) – Fanhult (659) – Peaboda (658) – Virestad (661, 663) – Garanshult (Rv23)
- Länsväg G 658: Bråthult (120) – Peaboda (657)
- Länsväg G 659: Fanhult (657) – Hormeshult – Horshult (661)
- Länsväg G 660: Ålshult (120) – Hackekvarn – Urshult (120)
- Länsväg G 661: Häradsbäck (120) – Bohult (668) – Horshult (665, 659) – Virestad (657)
- Länsväg G 661.01: grenväg mot Ryd (120)
- Länsväg G 663: Virestad (657) – omedelbart söder om södra bron vid Vare – omedelbart norr om norra bron vid Vare – Eneryda (Rv23)
- Länsväg G 665: Horshult (661) – Målen – Hynnenäs (673)
- Länsväg G 666: Lönashult (126, 672, 672.01) – Torsås by (674, 628, 603) – Torne (677)
- Länsväg G 667: Bohult (668) – Hjortatorp (126)
- Länsväg G 668: Bohult (661, 667) – Lönashult (126)
- Länsväg G 670: Steglehylte (126) – Lillanäs (689) – Ulvö (643) – Ulvö
- Länsväg G 671: Lönashult (126, 672) – Horjemo (628) – Hulevik (643) – Hulevik
- Länsväg G 672: förbindelseväg väster om V Torsås kyrka (671 – 666)
- Länsväg G 672.01: grenväg mot Torne (666)
- Länsväg G 673: Lövhult (Rv23) – Hynnenäs (665, 126)
- Länsväg G 674: Kull (126) – Torsås by (666)
- Länsväg G 675: Kärr (126) – Smörhöga (676)
- Länsväg G 676: Gottåsa (Rv23) – Smörhöga (675) – Grimslöv (678, 679) – Skatelövs kyrka (677) – Huseby (Rv23). Genomfart Grimslöv: Skatelövsvägen
- Länsväg G 677: Vrankunge (681) – Torne (666) – Hunna (603) – Sjöby (678) – Skatelövs kyrka (676) – N Grimslöv (679)
- Länsväg G 678: Grimslöv (676) – Sjöby (677). Genomfart Grimslöv: Hantverkargatan
- Länsväg G 679: Grimslöv (676) – N Grimslöv (677) – Ströby (Rv23)
- Länsväg G 681: Urshult (120, 682) – Kilen (684, 683) – Mjölknabben (685) – Vrankunge (677) – Väghult (693). Genomfart Urshult: Sirkövägen
- Länsväg G 682: Urshult (681) – Rapplehall (683) – Rössmåla (686) – Grimsvik (687) – Brostugan (688) – Jät (693) – Stenslanda (705) – Tävelsås (699) – Stjärnvik (701) – Lund (700) – Rinkaby (696) – Kampen (708) – Växjö (5008, Rv25.02, Rv25.01). Genomfart Urshult: Rössmålavägen. Växjö: Teleborgsvägen – Storgatan – Linnegatan
- Länsväg G 683: Kilen (681) – Berg (684) – Rapplehall (682)
- Länsväg G 684: Kilen (681) – Berg (683) – Sånnahult
- Länsväg G 685: Mjölknabben (681) – Kläcklingen – Frännafälle (693)
- Länsväg G 686: Rössmåla (682) – Iremåla – Tingsnäs (Rv30)
- Länsväg G 686.01: förbindelseväg till Mårdslycke (120)
- Länsväg G 687: Grimsvik (682) – Kvarnamåla (Rv30)
- Länsväg G 688: Brostugan (682) – Väckelsång (Rv30)
- Länsväg G 689: Ängadal (126) – Lillanäs (670)
- Länsväg G 690: Grönadal (655) – Yttre Källehult (651)
- Länsväg G 691: S Ryd (Rv30) – Uråsa (693)
- Länsväg G 692: Odenslanda (696) – Nöbbele (Rv23)
- Länsväg G 693: Huseby (Rv23) – Väghult (681, 696) – Frännafälle (685) – Torstalycke (695) – Kullekvarn (698) – Jät (682) – Uråsa (691) – Säljeryd (Rv30)
- Länsväg G 694: Valeryd (695) – Odenslanda (696)
- Länsväg G 695: Torstalycke (693) – Valeryd (694) – Vederslöv (696)
- Länsväg G 696: Väghult (693) – Odenslanda (692, 694) – Vederslöv (695, 697) – Dänningelanda (700) – N Dänningelanda (710) – Rinkaby (682). Genomfart Vederslöv: Kinnevaldsvägen
- Länsväg G 697: Vederslöv (696) – Nöbbele (Rv23). Genomfart Vederslöv: Ljungsåkravägen
- Länsväg G 698: Kullekvarn (693) – Osaby (699) – Dänningelanda (700)
- Länsväg G 699: Osaby (698) – Tävelsås (682)

## 700–799
- Länsväg G 700: Dänningelanda (696, 698) – Lunnagården (682)
- Länsväg G 701: Tävelsås (682) – Torsjövik (702)
- Länsväg G 702: Ingelstad (Rv30, 705) – Torsjövik (701) – Tegnaby (Rv30). Genomfart Ingelstad: Gamla Växjövägen
- Länsväg G 705: Stenslanda (682) – Ingelstad (702). Genomfart Ingelstad: Stenslandavägen
- Länsväg G 707: Forsa (Rv25) – Alvesta (723, 730, 126) – Alvesta (Industrigatan) – Alvesta (736) – Hillö (711) – Gemla (714, 712) – St Hammaren (Rv23). Genomfart Alvesta: Värnamovägen – Växjövägen
- Länsväg G 708: Skir (Rv30) – Kampen (682)
- Länsväg G 710: N Dänningelanda (696) – Bergunda kyrka – Örsled (Rv23)
- Länsväg G 711: Hillö (707) – Öja (712) – anslutningen av enskilda vägen G 9 U mot Ellanda – Grönadal (Rv23). Genomfart Öja: Öpestorpsvägen – Öjavägen
- Länsväg G 712: Gransholm – Öja (711) – Gemla (707). Genomfart Öja: Gransholmsvägen
- Länsväg G 714: Gemla (707) – Gemla järnvägsstation – Långahall – Örsled (Rv23). Genomfart Gemla: Stationsvägen – Svarta vägen
- Länsväg G 715: Räppe (Rv23) – Öjaby (717) – trafikplats Öjaby (Rv30). Genomfart Räppe: St Räppevägen
- Länsväg G 716: Bergsnäs, Bergsnäsvägen (Rv23.02) – Öjaby, Öjabyvägen – Öjaby, Runvägen (717) – Växjö flygplats (719)
- Länsväg G 717: Öjaby (715) – (716). Genomfart Räppe: Runvägen
- Länsväg G 718: trafikplats Mörners väg (Rv23.02, Rv25.02) – trafikplats Värendsvallen (Rv25.02)
- Länsväg G 719: väg till Växjö flygplats (Nylandavägen) (Rv30 – 716 – flygplats)
- Länsväg G 721: Rönningeryd (633) – Forsdala (722) – Fabriksgatan i Alvesta (723). Genomfart Alvesta: Forsdalavägen – Fabriksgatan
- Länsväg G 722: Forsdala (721) – Forsa (Rv25)
- Länsväg G 723: Fabriksgatan i Alvesta (126 – 707)
- Länsväg G 724: Sjöatorp (Rv25) – Hjortsberga – Hjortsberga kyrka (728, 727)
- Länsväg G 727: Forsa (Rv25) – Hjortsberga kyrka (724) – Transjö (729) – N Sköldsta (730)
- Länsväg G 728: Hjortsberga kyrka (724) – Hult – Mäxarp – Agnaryd (746)
- Länsväg G 729: Transjö (727) – S Sköldsta (730)
- Länsväg G 730: Alvesta (707) – S Sköldsta (729) – N Sköldsta (727, 731) – Hössjö (746). Genomfart Alvesta: Sköldstavägen
- Länsväg G 731: N Sköldsta (730) – Kronobergshed (126)
- Länsväg G 732: Humlaryd (Rv25) – Nöbbele (733)
- Länsväg G 732.01: grenväg mot Växjö (Rv25)
- Länsväg G 733: Gullhalla (Rv30) – Nöbbele (732) – Härlöv (736) – Sunnanåkra (738)
- Länsväg G 734: Lekaryd (736) – Dansjö (126)
- Länsväg G 735: Kronobergshed (126) – Grännaforsa – Ryd (738)
- Länsväg G 736: Alvesta (707) – trafikplats Lekaryd (Rv25) – Lekaryd (734) – Gåvetorp – Härlöv (733). Genomfart Alvesta: Lekarydsvägen
- Länsväg G 738: Moheda (126, 746, 739, 741) – Ryd (735) – Sunnanåkra (733) – Ör (Rv30). Genomfart Moheda: Slätthögsvägen – Växjövägen
- Länsväg G 739: Moheda (738) – Torpsbruk (126). Genomfart Moheda: Torpsbruksvägen. Torpsbruk: Bruksvägen – Lyckevägen
- Länsväg G 741: Moheda (738) – Musteryd – Övre Hylte (Rv30). Genomfart Moheda: Ö Järnvägsgatan – Klintabergsvägen
- Länsväg G 746: (Rydaholm F 698) – Jönköpings läns gräns vid Mistelås – Mistelås (748, 747) – Agnaryd (728) – Tolestorp (750) – Slätthög (753) – Hössjö (730) – Moheda (126)
- Länsväg G 747: väg till Mistelås kyrka (746 – Mistelås kyrka)
- Länsväg G 748: Mistelås (746) – Tagel (749) – Bygget (750)
- Länsväg G 749: Tagel (748) – Jönköpings läns gräns vid Brännesvik (– Gällaryd F 711)
- Länsväg G 750: Tolestorp (746) – Gröndal (ca 2 km söder om anslutningen av väg 748 vid Bygget) – Bygget (748) – Rickelsboda (751) – Målen (752) – Jönköpings läns gräns vid Flathalla (– Os F 720)
- Länsväg G 751: Rickelsboda (750) – Jönköpings läns gräns vid Dammabro
- Länsväg G 752: Målen (750) – Jönköpings läns gräns vid Ivarsbygget (– Hjälmseryd F 721)
- Länsväg G 753: Slätthög (746) – Klasentorp (755) – Åboda – Tunkabo (758) – Lindhult (759) – Jönköpings läns gräns norr om Lindhult (F 730)
- Länsväg G 755: Klasentorp (753) – Torp (756) – Torpsbruk (126)
- Länsväg G 755.01: grenväg mot Slätthög (753)
- Länsväg G 756: Torp (755) – Vitteryd – Aneboda (757.01, 757, 759) – Lammhult (760)
- Länsväg G 757: Aneboda (756) – Ugglehult (Rv30)
- Länsväg G 757.01: grenväg vid Aneboda (756 – 757)
- Länsväg G 758: Tunkabo (753) – Älmhult (759) – Rosenlund (760)
- Länsväg G 759: Älmhult (758) – Lindhult (753) – Aneboda (756)
- Länsväg G 760: (F 723 –) Jönköpings läns gräns vid Möcklehult – Rosenlund (758) – Jönköpings läns gräns öster om Rosenlund (F 730) samt Jönköpings läns gräns väster om Skärshult (F 723) – Lammhult (756, Rv30). Genomfart Lammhult: Värnamovägen
- Länsväg G 761: Bo (Rv30) – Jönköpings läns gräns vid Kullen (– Rörvik F 740)
- Länsväg G 775: Kyrkgatan – Fabriksgatan i Rävemåla (120 – Älmeboda kyrka – 122)
- Länsväg G 779: (Hallabro K 617 –) Blekinge läns gräns vid Getamåla – Getamåla (780) – anslutningen av enskilda vägen G 352 U vid Nyadal – bro över Ronnebyån vid Getamåla – Dångebo (786). Genomfart Dångebo: Erland Oséens väg
- Länsväg G 780: Getamåla (779) – Fagerfors – Strömmarna
- Länsväg G 781: Elsemåla (Rv30) – Hensmåla (120)
- Länsväg G 783: (Hallabro K 659 –) Blekinge läns gräns vid Tattamåla – Konga (120). Genomfart Konga: Ronnebyvägen
- Länsväg G 785: Konga (120) – Dammarskulla – Kampingemåla (797)
- Länsväg G 786: Dångebo (120, 779) – Bungamåla (787) – Kållebo (787, 788) – Yxnanäs (122). Genomfart Dångebo: Pålsabacken – Lindals väg
- Länsväg G 787: Bungamåla (786) – Flisehult – Kållebo (786)
- Länsväg G 788: Kållebo (786) – Rörshult (120)
- Länsväg G 789: Skärsjöhult (122) – Flatsjön (790) – Kalmar läns gräns vid Flatsjön (– Ramsjö H 1000)
- Länsväg G 790: Yxnanäs (122) – Flatsjön (789)
- Länsväg G 792: (Ramsjö H 1001 –) Kalmar läns gräns vid Runnamåla – Sutaremåla (120)
- Länsväg G 794: Hoogenskildsgatan – Storgatan – Kyrkogatan – Tingsgatan i Tingsryd (Rv30 – 796 – 797)
- Länsväg G 796: Lokgatan i Tingsryd (794 – 797) jämte förbindelseväg 796.01 Lokgatan – Rv 30 (796 – Rv30)
- Länsväg G 796.01: ???
- Länsväg G 797: Tingsryd (Rv30, 796, 794) – Kroksjöbo (799) – Kampingemåla (785) – Siggahult (810) – Fliselycke (805) – Bredebäckshult (811) – Linneryd (798, 122). Genomfart Tingsryd: Strömgatan. Linneryd: Kyrkvägen
- Länsväg G 798: Lindvägen i Linneryd (797 – 122)
- Länsväg G 799: Kroksjöbo (797) – Källehult – Boaryd (804) – Högahult (805)

## 800–899
- Länsväg G 801: Kvarnamåla (Rv30) – Söftestorp – Ängaholm (804)
- Länsväg G 802: Gamla Växjövägen i Väckelsång (Rv30 – 803 – Rv30)
- Länsväg G 803: Centrumgatan i Väckelsång (802 – Rv30)
- Länsväg G 804: Väckelsång (Rv30) – Ängaholm (801) – Boaryd (799). Genomfart Väckelsång: Fiskestadsvägen
- Länsväg G 805: Fliselycke (797) – Högahult (799) – Nöbbele (806, 122)
- Länsväg G 806: förbindelseväg vid Nöbbele (805 – 122)
- Länsväg G 807: Väckelsång (Rv30) – Orraryd (122)
- Länsväg G 808: Dångebo (120) – S Sandsjö kyrka – Holmahult (120). Genomfart Dångebo: Sandsjövägen
- Länsväg G 809: Konga (120) – Vrångebo (810)
- Länsväg G 810: Siggahult (797) – Vrångebo (811, 809) – Bro (812, 820)
- Länsväg G 811: Vrångebo (810) – Bredebäckshult (797)
- Länsväg G 812: Hemmingsmåla (120) – Bro (813, 810, 820)
- Länsväg G 813: Bro (812) – Älmeboda (122)
- Länsväg G 814: Bjässebohult (815) – Gammalsmåla (816) – Summemåla (817) – Kalmar läns gräns vid Målen (– Vissefjärda H 1002)
- Länsväg G 815: Älmeboda (122) – Bjässebohult (814) – Heddamåla (832) – Åkerby (819). Genomfart Älmeboda: Skolvägen
- Länsväg G 816: Gammalsmåla (814) – Kråksjö (819)
- Länsväg G 817: Summemåla (814) – Kalmar läns gräns vid Gubbemåla (– Gubbemåla H 1004)
- Länsväg G 819: (Vissefjärda H 1003 –) Kalmar läns gräns vid Studsmåla – Kråksjö (816, 824) – Åkerby (815, 823) – Ljuder – Tjugosjö – Lessebo (831, Rv25). Genomfart Lessebo: Linnerydsvägen
- Länsväg G 820: Bro (810, 812) – Korrö (122)
- Länsväg G 821: Skruv (823) – Kalmar läns gräns vid Askaremåla (– Bialite H 1011). Genomfart Skruv: Östra infarten
- Länsväg G 822: Kråksjö (819) – Sibbamåla (824) – Kalmar läns gräns vid Kvarntorpet (– Moshult H 1007)
- Länsväg G 823: Åkerby (819) – Skruv (821) – Slätthult (Rv25). Genomfart Skruv: Storgatan – Järnvägsgatan – Skruvbyvägen
- Länsväg G 824: (Långasjö H 1005 –) Kalmar läns gräns vid Nickalycke – Sibbamåla (822)
- Länsväg G 831: Linneryd (122) – Rolsmosjön (832) – Skogsryd (833) – Linnehult (834) – Lessebo (819)
- Länsväg G 832: Rolsmosjön (831) – Hammarsnäs (833) – Heddamåla (815)
- Länsväg G 833: Hammarsnäs (832) – Skogsryd (831)
- Länsväg G 834: Linnehult (831) – bro över Ronnebyåns södra gren – t o m bro över Ronnebyåns norra gren – Hovmantorp (847). Genomfart Hovmantorp: Storgatan
- Länsväg G 835: Stationsgatan i Lessebo (Rv25 – järnvägsstation)
- Länsväg G 838: Lessebo (Rv25) – Fagerhult – Kosta (Rv28, 938) – Kalmar läns gräns vid Muggehult (– Orrefors H 1017). Genomfart Lessebo: Bruksgatan – Kostavägen
- Länsväg G 839: Linneskruv (Rv25) – Bergdala (840, 841)
- Länsväg G 840: Ekerås (Rv25) – Bergdala (839, 841)
- Länsväg G 841: Bergdala (840, 839) – Herråkra (842)
- Länsväg G 842: Möcklehult (852) – Herråkra (841) – Hult – Lenhovda (Rv31). Genomfart Lenhovda: Romarliden
- Länsväg G 843: Ljungrydet (122) – Nöbbele kyrka (844)
- Länsväg G 844: Nöbbele (122, 843) – Väderlanda (848) – Sjölyckorna (845). Genomfart Nöbbele: Almqvists väg
- Länsväg G 845: Ingelstad (Rv30) – Sjölyckorna (844) – Fägerstad (846) – Hovmantorp (847). Genomfart Hovmantorp: Västergatan
- Länsväg G 846: Fägerstad (845) – Furuby (Rv25). Genomfart Furuby: Byvägen
- Länsväg G 847: Storgatan – Centralgatan i Hovmantorp (Rv25 – 845 – Rv34 – Rv25)
- Länsväg G 848: Ingelstad (Rv30) – Väderlanda (844)
- Länsväg G 850: Torsjö (Rv30) – Tegnaby (851) – Billa – Åryd (853) – Risinge (Rv25). Genomfart Åryd: Billavägen – Växjövägen
- Länsväg G 851: Rv30 – till bro över bäck (Rv30 – 229 m öster om Rv30) – Tegnaby (850)
- Länsväg G 852: Furuby (Rv25) – Möcklehult (842) – Ramnåsa – Dädesjö (Rv31.01)
- Länsväg G 853: Växjövägen i Åryd (850 – järnvägsstation)
- Länsväg G 854: Kårestad (Rv25) – S Åreda (856)
- Länsväg G 855: Kyrkeryd (856) – Hultäng (Rv23)
- Länsväg G 856: Risinge (Rv25) – S Åreda (854) – Kyrkeryd (855) – Nybygget (Rv23)
- Länsväg G 857: Näsbykulla (Rv31.01) – Älmeshult (Rv31)
- Länsväg G 858: väg till och förbi Dädesjö kyrka (Rv31.01 – 859 – Rv31.01)
- Länsväg G 859: förbindelseväg väster om Dädesjö kyrka (Rv31.01 – 858)
- Länsväg G 870: förbindelseväg vid Lugnet (871 – 872)
- Länsväg G 871: Växjö (Nydalavägen, 5000) – Lugnet (870) – Kronoberg jämte anslutning till trafikplats Hovshaga. Genomfart Växjö: Liedbergsgatan – Kungsgårdsvägen
- Länsväg G 872: Växjö (Rv23) – Lugnet (870) – Evedal
- Länsväg G 875: Söreskog (882) – Rösås – Strålsund (884) – Jönköpings läns gräns vid Löneslätt (– Hultsjö F 742)
- Länsväg G 877: Hagaborg (880) – Tjureda kyrka (886)
- Länsväg G 878: Hult (880) – Svanås (879)
- Länsväg G 879: Svanebro (880) – Svanås (878) – Berg (882)
- Länsväg G 880: Stockekvarn (897) – Borlanda (892) – Stavsåkra (886) – Hagaborg (877) – Åby (882) – Hult (878) – Svanebro (879) – Örs kyrka (Rv30). Genomfart Åby: Åbyforsvägen
- Länsväg G 881: Berg (882) – Tolg (886)
- Länsväg G 881.01: förbindelseväg till Bergs kyrka (882)
- Länsväg G 882: Åby (880) – Berg (879, 881, 881.01) – Söreskog (875) – Bredhult (Rv30)
- Länsväg G 884: Lammhult (Rv30) – Strålsund (875) – Älmefall (885) – Hångeryd – Asa (886). Genomfart Lammhult: Järnvägsgatan – Asavägen
- Länsväg G 885: Älmefall (884) – Jönköpings läns gräns vid St Skog (– Hultsjö F 745)
- Länsväg G 886: Stavsåkra (880) – Tjureda kyrka (877) – Östanåkra (896) – Tolg (881) – Asa (915, 884) – Kråketorp (887) Jönköpings läns gräns vid Portaryd (– Hultsjö F 743)
- Länsväg G 887: Kråketorp (886) – Jönköpings läns gräns vid Bråteberg (– Fröderyd F 760)
- Länsväg G 888: Tofta (Rv23) – Gårdsby (889)
- Länsväg G 889: Klövadal (Rv23) – Gårdsby (888) – Haketorp (890) – Stojby (897)
- Länsväg G 890: Haketorp (889) – Rottne (897)
- Länsväg G 891: Trekanten (897) – Vartorp (899) – Lunden (896)
- Länsväg G 892: Borlanda (880) – Rydet (894) – Rottne (897)
- Länsväg G 894: Rydet (892) – Ödetofta (896)
- Länsväg G 896: Östanåkra (886) – Ödetofta (894, 915) – Stenkulla (899) – Lunden (900, 891) – Drev (907) – Rensborg (902)
- Länsväg G 897: Sandsbro (Rv23) – Stojby (889) – Stockekvarn (880) – Rottne (890, 892) – Trekanten (891) – Brittatorp – Eke (904, 906, Rv23). Genomfart Rottne: Växjövägen – Brittatorpsvägen. Brittatorp: Brittavägen
- Länsväg G 899: Vartorp (891) – Stenkulla (896)

## 900–999
- Länsväg G 900: Lunden (896) – Hornaryd (902)
- Länsväg G 901: Böksholm (902) – Böksholms kvarn – Björkelund (902)
- Länsväg G 902: Braås (905, 906) – Rensborg (896) – Böksholm (901, 907) – Björkelund (901) – Hornaryd (900) – Jönköpings läns gräns vid Hysingen (– Ramkvilla F 747)
- Länsväg G 903: Braås (905) – Lidboholm (908) – Viås (910) – Brandstorp (913) – Jönköpings läns gräns vid Eskås (– Ramkvilla F 749). Genomfart Braås: Sjösåsvägen
- Länsväg G 904: Skårtaryd (Rv23) – Eke (897)
- Länsväg G 905: Drättinge (Rv23) – Braås (902, 909, 903). Genomfart Braås: Växjövägen – Ulvaskogsvägen
- Länsväg G 906: Eke (897) – Braås (902)
- Länsväg G 907: Drev (896) – Böksholm (902)
- Länsväg G 908: Sandskog (909) – Lidboholm (903)
- Länsväg G 909: Braås (905) – Sandskog (908) – Galtabäck (Rv23). Genomfart Braås: Sandskogsvägen
- Länsväg G 910: Viås (903) – Sandreda – Nottebäck (911, Rv31)
- Länsväg G 911: väg till Nottebäcks kyrka (910)
- Länsväg G 913: Brandstorp (903) – Klavreström (914) – Norrhult (916, Rv31). Genomfart Klavreström: Bruksgatan. Norrhult: Klavrevägen – Norrgatan
- Länsväg G 914: Klavreström (913) – Ängelholm (Rv31)
- Länsväg G 915: Ödetofta (896) – Källreda – Asaryd – Asa (886)
- Länsväg G 916: Marknadsvägen – Norrhultsvägen i Norrhult (Rv31 – 913)
- Länsväg G 930: Lenhovda (Rv31, 954, 953) – Sävsjö (958) – Sävsjöström (955, 961, 962) – Älghult (945, 964, 949) – Stenbrohult (941) – Kalmar läns gräns vid Stenbrohult (– Högsby H 655). Genomfart Lenhovda: Romarliden – Kyrkogatan – Oskarshamnsvägen. Älghult: Lenhovdavägen – Högsbyvägen
- Länsväg G 938: Stora vägen i Kosta (838 – Rv28)
- Länsväg G 941: Lillagården (949) – Vrånghult – Stenbrohult (930)
- Länsväg G 945: Alster (946) – Älghult (930). Genomfart Älghult: Måleråsvägen
- Länsväg G 946: (Målerås H 1020 –) Kalmar läns gräns vid Mårtensryd – Alster (945) – Alstermo (948) – Bockaskruv (949). Genomfart Alstermo: Alstervägen – Storgatan – Rydeforsvägen
- Länsväg G 948: Alstermo (946) – Hättemåla (949). Genomfart Alstermo: Växjövägen
- Länsväg G 949: (Orrefors H 1021 –) Kalmar läns gräns vid Bredaryd – Hinkaryd (952) – Fröseke – Lillagården (950, 941) – Bockaskruv (946) – Hättemåla (948) – Älghult (930). Genomfart Fröseke: Nybrovägen
- Länsväg G 950: Lillagården (949) – Kalmar läns gräns vid Barkebo (– Skoghult H 609)
- Länsväg G 952: Hinkaryd (949) – Kalmar läns gräns vid Skedsbygd (– Alsterbro H 607)
- Länsväg G 953: Storgatan i Lenhovda (960 – 954 – 930)
- Länsväg G 954: Tingsgatan i Lenhovda (953 – 930)
- Länsväg G 955: Renshult (960) – Sävsjöström (961, 930). Genomfart Sävsjöström: Skyttevägen – Alstervägen
- Länsväg G 958: Sävsjö (930) – Hökhult
- Länsväg G 960: Lenhovda (Rv31, 953) – Renshult (955) – Gunnarsmad (Rv31)
- Länsväg G 961: förbindelseväg i Sävsjöström (955 – 930)
- Länsväg G 962: Sävsjöström (930) – Marshult (964)
- Länsväg G 964: Älghult (930, 965) – Marshult (962) – Labbemåla (966) – Åseda (Rv23). Genomfart Älghult: Åsedavägen
- Länsväg G 965: Älghult (964) – Flöxhult – Ekholma – Dalen (Rv23)
- Länsväg G 966: Nottebäck (Rv31) – Hult (Rv23) – Bredhälla – Labbemåla (964)
- Länsväg G 969: Åseda (Rv23, 976, 975) – Övratorp (978) – Hultanäs (125). Genomfart Åseda: Älghultsvägen – Järnvägsgatan – Olofsgatan – Ö Vägen
- Länsväg G 974: Tångamåla (976) – Jönköpings läns gräns vid Tångabo kvarn (– Lemnhult F 776)
- Länsväg G 975: Åseda (969) – Toratorp – Jönköpings läns gräns vid Horseryd (– Näshult F 777). Genomfart Åseda: Norra vägen
- Länsväg G 976: Heda (Rv31) – Ösjöbols hållplats – Tångamåla (974) – Åseda (969). Genomfart: Åseda: Västra vägen
- Länsväg G 977: (Solberga F 752 –) Jönköpings läns gräns söder om Boskvarn – Boskvarn (Rv31)
- Länsväg G 978: Övratorp (969) – Lindåkra (125)
- Länsväg G 979: Boskvarn (Rv31) – Jönköpings läns gräns öster om Boskvarn (– Milletorp F 775)